# Пафлагонія

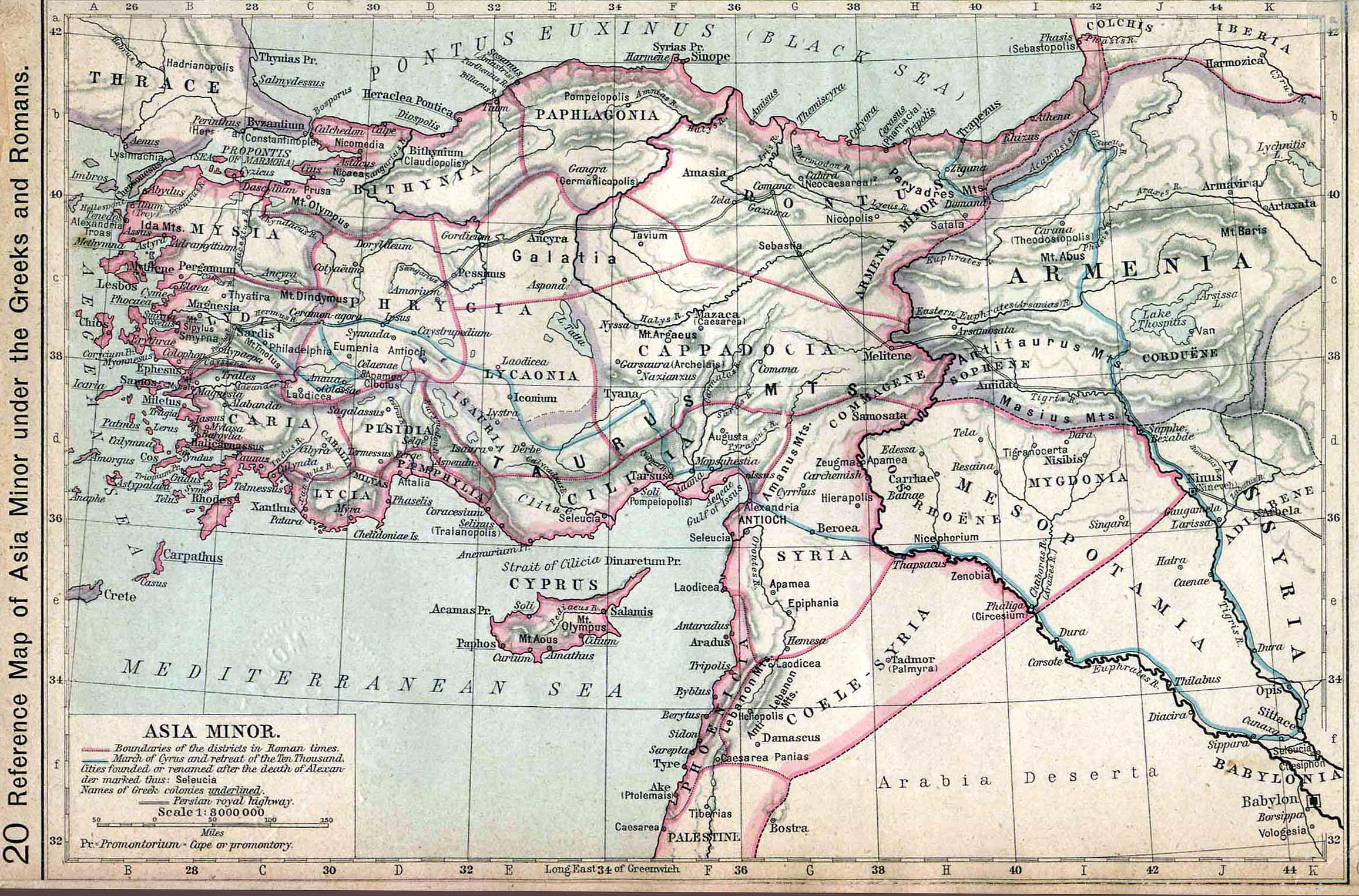
Мала Азія в античні часи

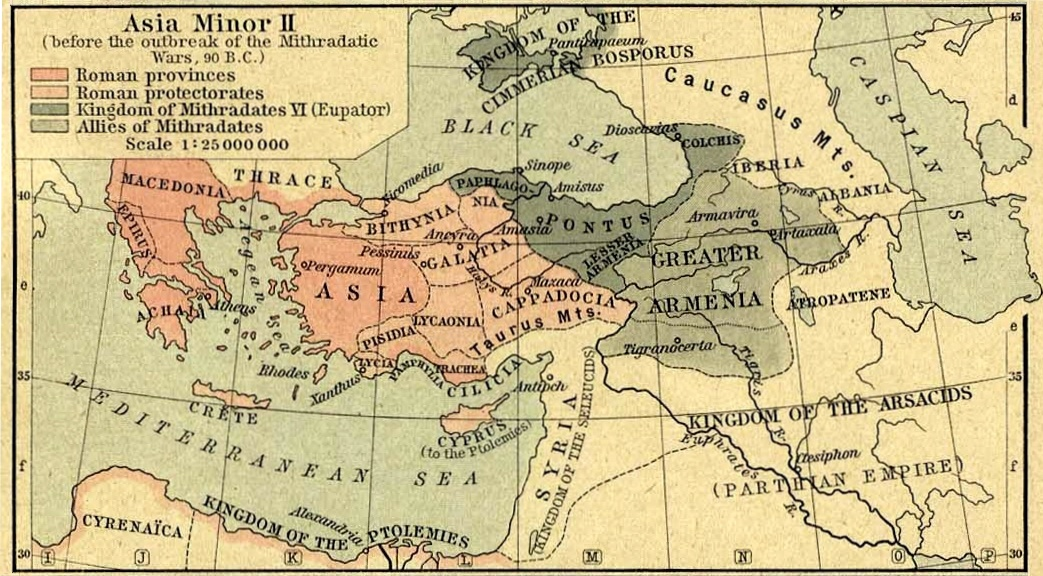
Римська провінція Пафлагонія

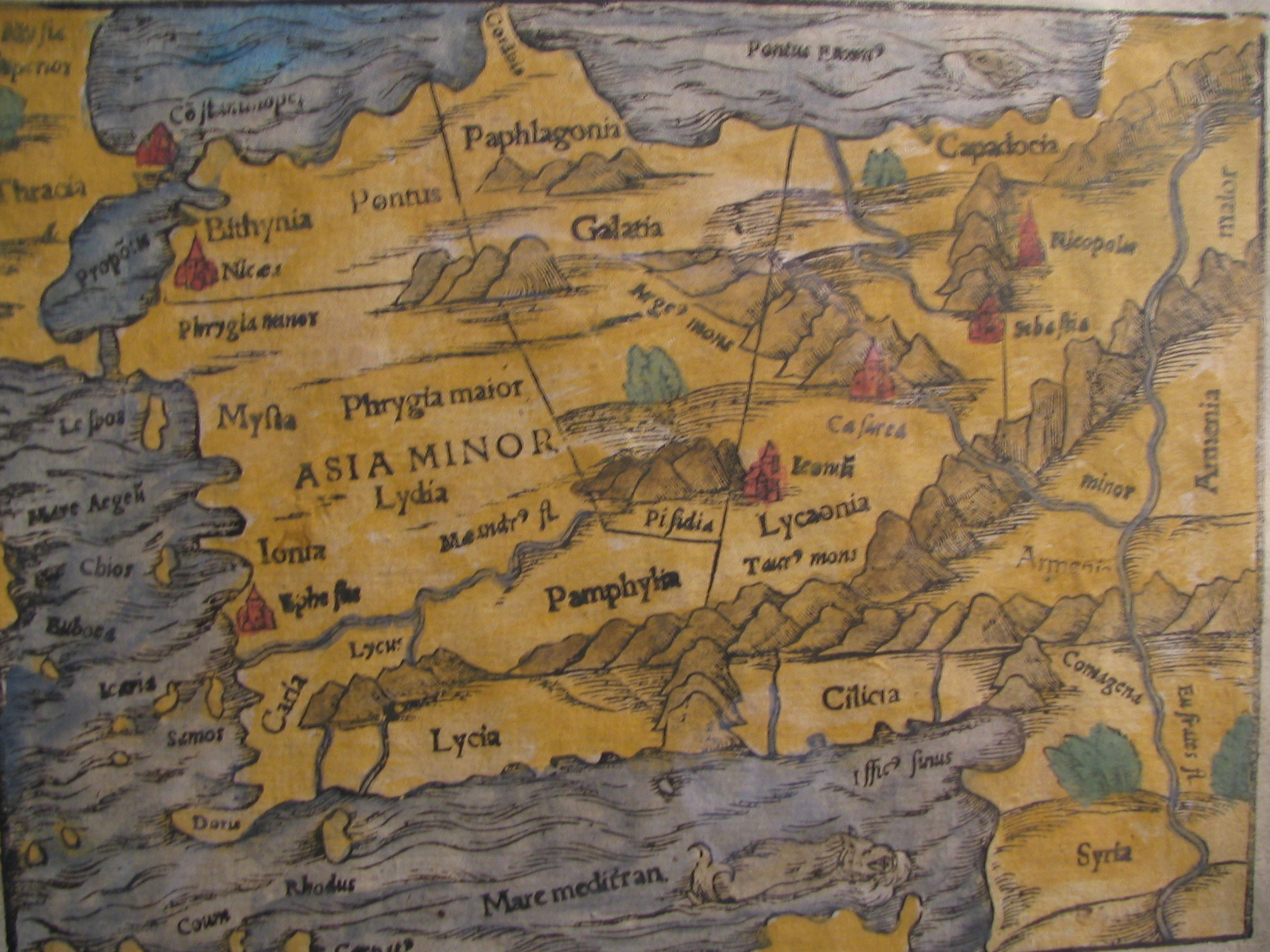
Карта XV століття, на якій позначена Пафлагонія

Пафлагонія (грец. ἡ Παφλαγονία, лат. Paphlagonia) — історичний район на півночі Малої Азії, що в цьому місці найбільше виступає в Чорне море. В Повісті временних літ згадується як Фафлагонія, на яку наступав князь Ігор.  

## Короткий опис
Пафлагонія обмежена мисами Карамбіс (нині Kerembeh) та Сіріас (або Лепте, нині Індже Бурун). Зі східного боку Пафлагонія прилягала до Понту, від якого була відокремлена річкою Галісом (Кизилирмак), а з західного боку межувала, по річці Парфенія (Бартал) та притоках Білеоса, з Віфінією; з південного боку її природний кордон утворював хребет Ормініон та річка Кизилирмак.
Натомість політичний кордон Пафлагонії суттєво змінювався внаслідок неодноразових іноземних інвазій. Рельєф області визначають продовження хребта Паріадреса (бархани) та паралельні йому гірські ланцюги. За винятком долини річки Амніаса (Гек-Ирмак), лівої притоки Кизилирмак, тут майже немає площ, зручних для землеробства. Зате здавна процвітало скотарство; пафлагонські мули й коні були відомі за межами Пафлагонії. За свідченням Геродота, ця область в найдавніші часи входила до складу каппадокійського царства. Страбон стверджує, що у пафлагонців та каппадокійців була спільна мова. Назва Παφλαγόνες, за гіпотезою Е. Рюкерта, походить від παφλάξειν — «незрозуміло бурмотіти» та означає те ж, що βαρβαροι; гадають, що цю назву було дано грецькими мореплавцями населенню Пафлагонії, яке розмовляло незрозумілою для еллінів мовою.
Пафлагонці були відомі як грубий, забобонний та не надто освічений народ, проте вони були чудовими наїзниками. Рибальство, лісовий промисел та розробка багатих мідних копалень збагачували переважно грецьких колоністів. Під час лідійського та перського панування в Пафлагонії правила місцева династія (засновником був Корила), якій близько 400 року до н. е. належала й північна частина Каппадокії. За часів цієї династії столицею та єдиним важливим містом внутрішньої країни було місто Гангра (нині Kjankari, за народною вимовою Tschangri, лат. Germanicopolis). Після смерті Олександра Македонського Пафлагонія разом з Каппадокією дісталася Євменові. У II столітті до н. е. місцеві князі, які правили на захід від нижньої течії річки Кизилирмак й виводили свій рід від Ахеменідів, створили велике Понтійське царство.
Римський полководець Помпей, зруйнувавши Понтійське царство, приєднав прибережну частину Пафлагонії до провінції Віфінія-Понт, а країна всередині материка залишалася під владою князів-данників. У 7 році до н. е. обидві половини Пафлагонії були розділені між провінціями Віфінія та Галатія. У візантійський час існувала однойменна фема.
Завоювання турків-сельджуків позбавили візантійців їхніх володінь у Малій Азії. Візантійські імператори з династії Комнінів наприкінці XI і початку XII століть на певний час повернули прибережні землі імперії. 1133 року Іоанн II Комнін захопив міста Гангра та Кастамона, проте Четвертий хрестовий похід (1204) призвів до руйнування Візантійської імперії. Лише незначні частини Пафлагонії увійшли до складу Трапезундского та Нікейського царств.

## Найважливіші міста
- Гангра (Чанкірі)
- Адріанополіс
- Кастамон (Кастамону)
- Кіторос (Кідрос)
- Помпейополіс
- Сесамос (Амастрида (місто))
- Синоп
- Стефане (Істіфан)

## Деякі відомі правителі
- до 121 до н.е. : Пілайменес I ;
- до 63 до н.е. : Пілайменес (II), син Никомеда III з Віфінії, вигнаний Мітрідатом VI[1] ;
- 63 до н.е.-40 до н.е. : Аттала і його брат (?) Пілайменес (III), син попереднього правителя, відновлений Помпеєм[2] ;
- 40 до н.е.-37 до н.е. : Кастор II Галатейський, онук Деіотароса Галатейського ;
- 37 до н.е.-6 : Деіотарос II Philadelphe, син попереднього правителя.